# روب بورنس
روب بورنس (بالإنجليزية: Rob Burns)‏ هو عازف قيثارة جاز بريطاني، ولد في 24 فبراير 1953 في ويلسدن ‏ في المملكة المتحدة.